# LGBT práva v Indii

Duhová mapa Indie

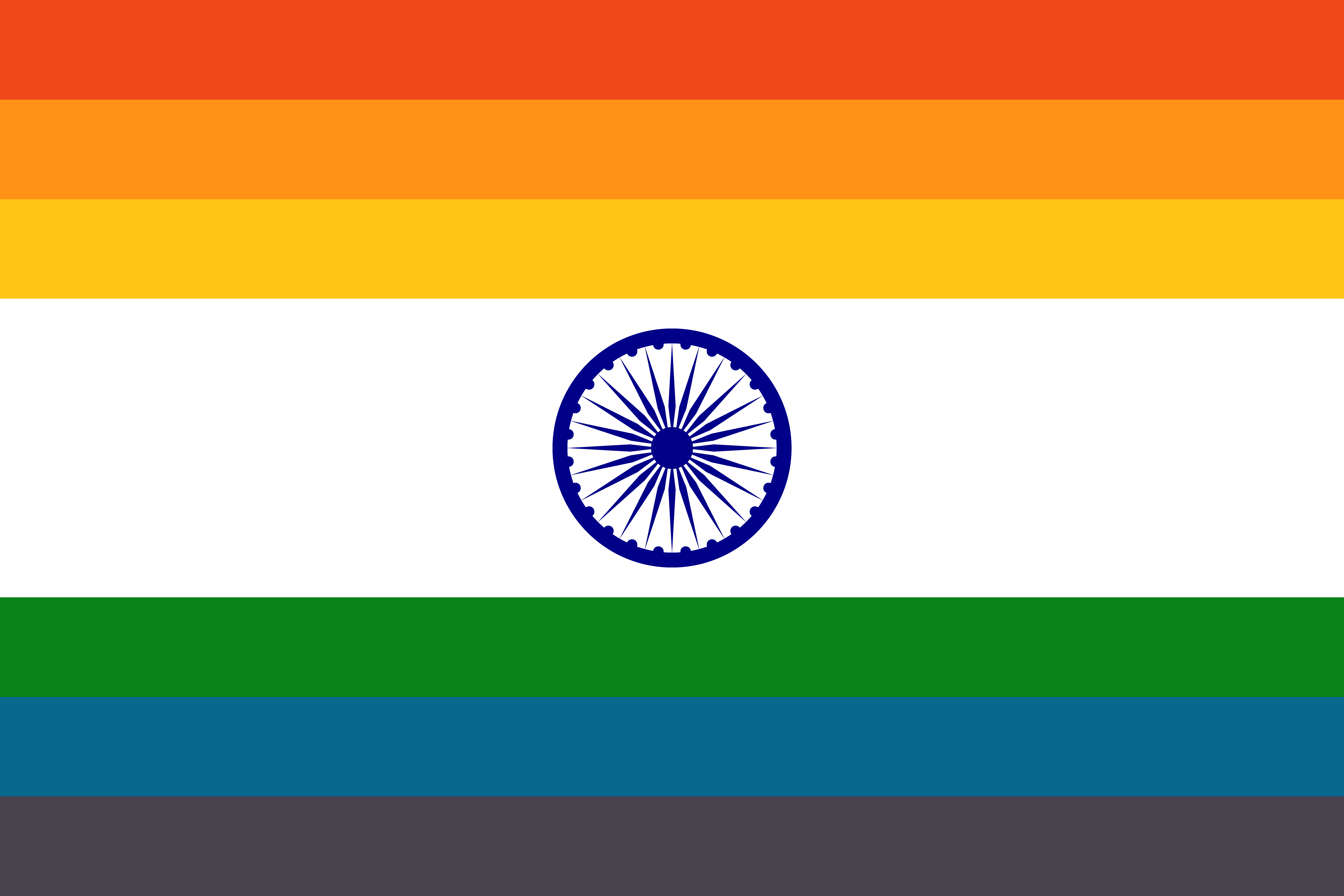
Neoficiální duhová vlajka Indie

Lesby, gayové, bisexuálové a translidé (LGBT) se v Indii mohou setkávat s právními a sociálními obtížemi, s nimiž většinová populace nemá zkušenosti. Koloniální zákony trestající stejnopohlavní sexuální aktivitu a diskriminující jiné genderové identity byly sice zrušeny, ale země dosud nepřijaly spoustu dalších klíčových zákonů, včetně antidiskriminační legislativy a stejnopohlavního manželství.
Od r. 2014 je translidem umožněná úřední změna pohlaví bez vyžadovaného chirurgického zásahu a je jim zároveň i garantované ústavní právo na užívání titulu třetího pohlaví. Některé indické státy mimo jiné přijaly i ochranu komunity Hidžer, tradiční populace identifikující se s třetím pohlavím a působící v Jižní Asii, včetně programů na podporu bydlení, sociální péče, důchodového pojištění, vládami hrazená chirurgická tranzice ve státních nemocnicích atd. Podle informací čítá indická populace translidí přibližně 4,8 milionů.
V roce 2018 dekriminalizoval Nejvyšší soud Indie homosexualitu rozhodnutím, že Sekce 377 indického trestního zákoníku je v rozporu s ústavou garantovaným právem na konsensuální pohlavní styk mezi způsobilými jedinci stejného pohlaví. Homosexualita nebyla ve Starověké Indii nikdy trestána. Zákony proti takzvané sodomii jsou datovány až do období Britské Indie (1858–1947).
Navzdory veškeré vstřícné LGBT politice, je v indické společnosti značně rozšířená homofobie. Podle nejaktuálnějších průzkumů má s homosexuálními vztahy problém přibližně polovina Indů. Největší akceptace LGBT komunity je zaznamenávána mezi respondenty hlásícími se k hinduismu. Nicméně během poslední dekády tolerance a akceptace LGBT lidí v Indii přece jenom zaznamenala určitý nárůst, zejména ve velkých městech. I tak ale většina LGBT Indů svoji orientaci tají kvůli obavám z nepřijetí ze strany rodinných příslušníků, které by jejich případná homosexualita mohla zostudit.

## Zákony týkající se stejnopohlavní sexuální aktivity

### Historie

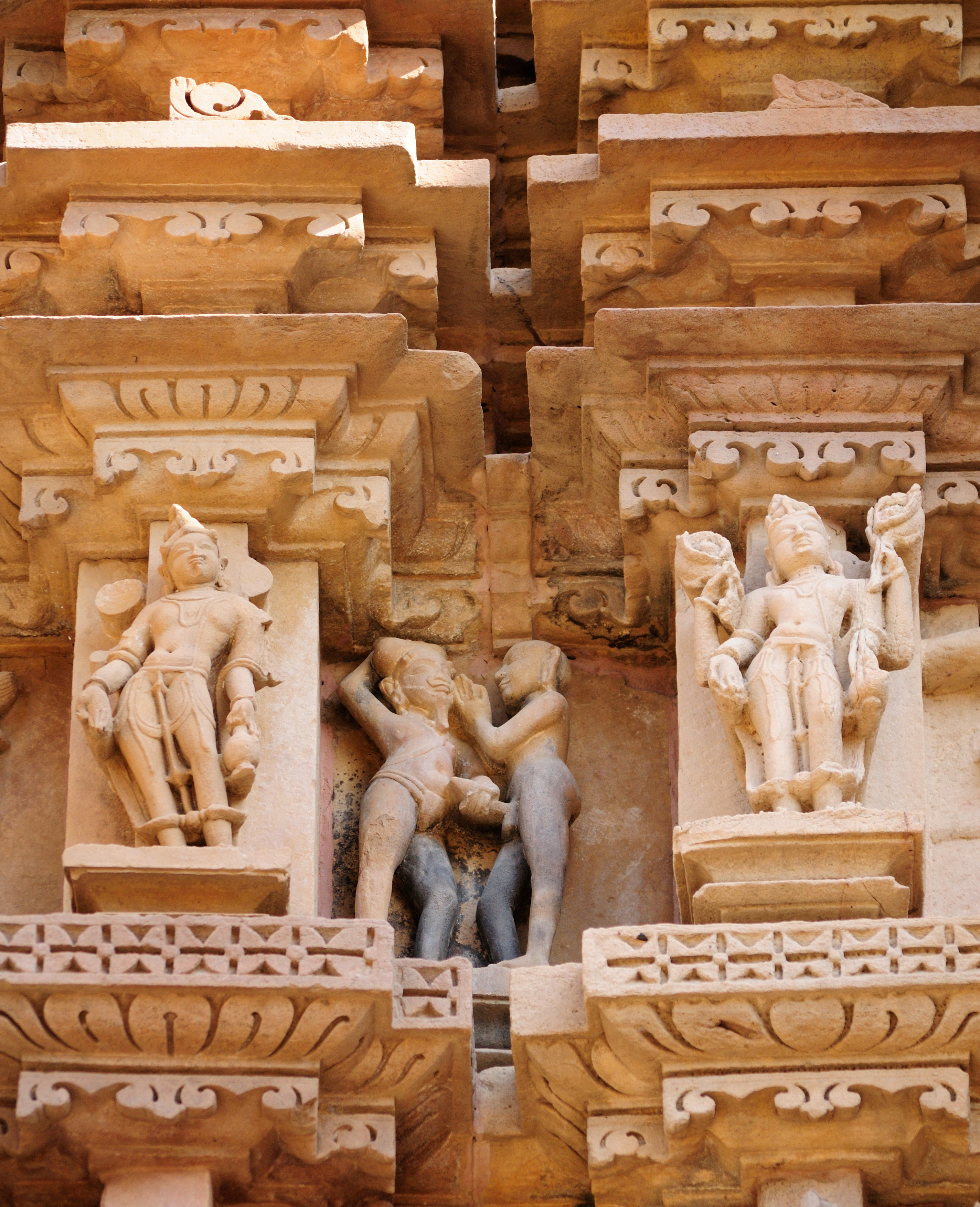
Sousoší dvou mužů v khadžurážských chrámech

Hinduistické chrámy v indickém městě Khadžuráho, proslulé svými erotickými sousošími, běžně vyobrazují i homosexualitu. Historici specializující se na Indii mají obecně vzato, že prekoloniální indická společnost homosexuální vztahy nijak nepenalizovala, ani je nepovažovala za nemorální nebo hříšné. Tradiční vztah hinduismu k homosexualitě je takový, že se jedná o zcela běžnou a přirozenou součást lidské existence. I tak ale existují některé náboženské texty, které hinduističtí duchovní interpretují jako odmítavé k homosexualitě (jedná se zpravidla o ty, kteří jsou povoláni k sexuální abstinenci).
Hinduistická kultura a tradice rovněž pamatují i na třetí pohlaví, ke kterému zaujímají vesměs pozitivní vztah. Ve staroindickém eposu Mahábhárata se například běžně vyskytují postavy měnící svůj gender. Jedním z nich je Skikhandi, narozená jako žena identifikující se jako muž, který se později ožení se ženou. Bahúčára Mátá je v komunitě Hidžer považovaná za bohyni plodnosti, a proto je také jejich patronkou.
Náradasmrti a Sušrutasanhita, dva nejvýznamnější hinduistické spisy z dob Starověké Indie pojednávající o dharmě a lékařství, deklarují že homosexualita je neměnným stavem, a že by lidem s homosexuální orientací mělo být tudíž zakázáno uzavírat manželství s opačným pohlavím. Texty Náradasmrti zmiňující čtrnáct druhů panda (muži, kteří jsou ve vztahu k ženám impotentní); mezi něž patří například mukhébhaga (muži mající orální sex s jinými muži), sevjaka (muži, kteří jsou penetrováni jinými muži) a íršjaka (voyeuři sledující jiné muže při sexu). Texty Kámasútry, psané v indickém starověkém jazyce Sanskrt, pojednávající o lidském sexuálním chování pracují s termínem trtíya-prakrti, který definuje muže s homosexuálními touhami, a obecně se detailně zabývají těmito praktikami. Mimo pozornost Kámasútry nezůstávají ani lesby (svairini, které se vášnivě milují s jinými ženami), bisexuálové (uvádění jako kami nebo pakša), translidé a intersexuálové. Sushrutasanhita a Čarakasanhita se rovněž zabývají problematikou homosexuality a obecně vzato, že původ homosexuality spočívá ve slabých mužských spermiích. V případě translidí shledávají příčinou v prohození mužské a ženské sexuální role během soulože (purušájita, „žena na vrcholu“, woman on top).
V období Mughalské říše přijímalo několik dřívějších Dílliských sultanátů zákony obsahující některá ustanovení právního systému Fatawa 'Alamgiri vycházející z šaríji, včetně trestání takzvané ziny (protiprávní sexuální styk). V případě jejího spáchání byl dotyčný potrestán 50 rány pro otroky, 100 pro svobodné jednotlivce, nebo smrt ukamenováním pro muslimy.

### Koloniální éra
Homofobie je v Indii poměrně moderním fenoménem, neboť do ní byla importovaná evropskými kolonizátory, respektive Britským impériem, které během období Britské Indie 1858-1947 instalovalo do tamního trestního řádu Sekci 377. Sodomie byla nicméně hrdelným zločinem už v průběhu Portugalské Indie, respektive během Inkvizice v Goji, ale nepovažoval se za ní pohlavní styk mezi ženami. Zato v Britské Indii byl trestán orální i anální sex (jak mezi homosexuály, tak i heterosexuály) v souladu se Sekcí 377 indického trestního zákoníku, který začal platit v r. 1861, a který trestal jakýkoliv tělesný kontakt v rozporu s přírodními zákony. Někteří historici se domnívají, že skutečným cílem Sekce 377 byly větší formální kontrola a efektivnější správa kolonizovaného území. Tehdejší viktoriánská morálka obecně považovala takové jednání za perverzní, a tudíž požadovala i přísně tresty za něj.
V r. 1884 nařídil soud v severní Indii vyšetřování Hidžer s tím, že se jedná o jednotlivce, kteří navazují intimní vztahy s dospívajícími chlapci, a tudíž je potřeba takové praktiky náležitě trestat. V r. 1871 rozhodla britská správa o protiprávnosti komunity Hidžer.

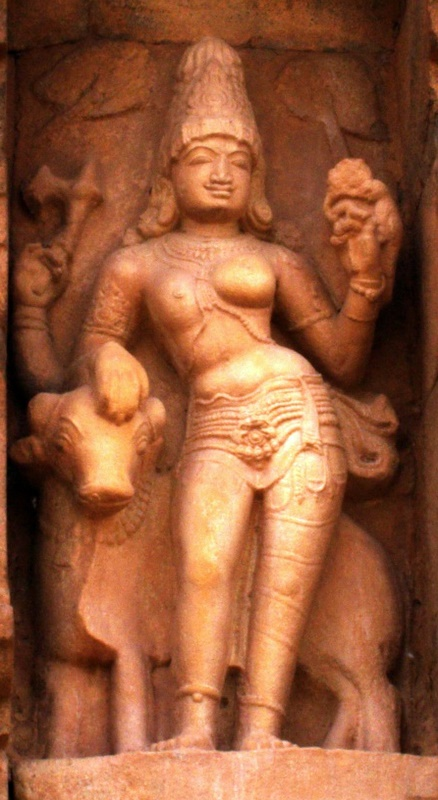
Socha Ardhanarishvara v tamilnádské vesnici Gangaikonda Cholapuram
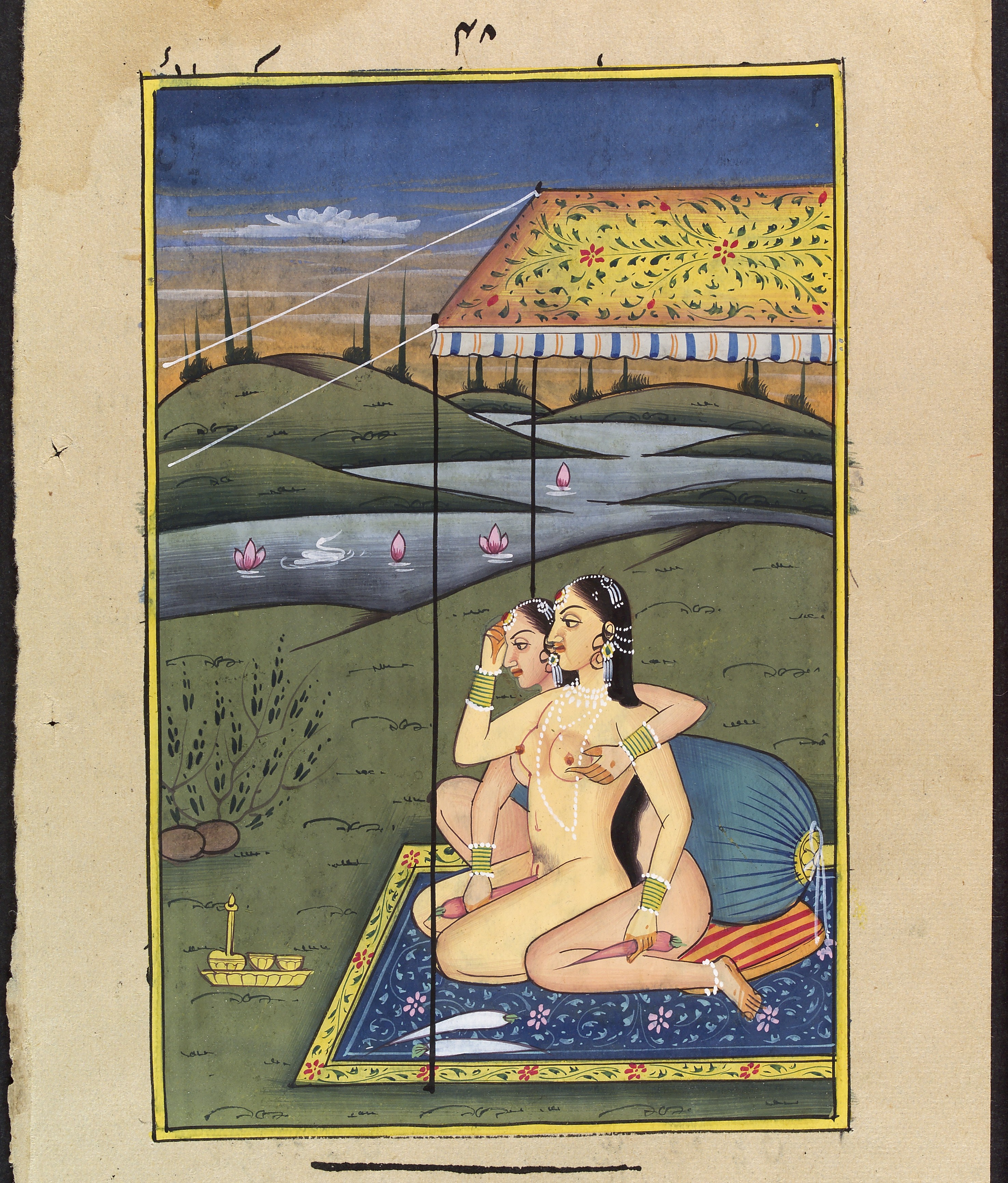
Vodomalba zobrazující dvě objímající se ženy, které užívají mrkve jako dilda z 20. století

### Nezávislá Indie
V roce 2009 rozhodl dillíský soud, že Sekce 377 a další zákony proti soukromému, konsensuálnímu a bezúplatnému homosexuálnímu pohlavnímu styku vykonaném mezi způsobilými osobami jsou v přímém rozporu se základními lidskými právy garantovanými indickým ústavním právem. Znění Sekce 377: „Kdo dobrovolně vykoná pohlavní styk v rozporu se zákony přírody s jiným mužem, ženou nebo se zvířetem, bude potrestán odnětím svobody v délce trvání deseti let až doživotím, anebo peněžitým trestem. Indický trestní zákoník obsahoval také vysvětlivku, že za splnění skutkové podstaty pohlavního styku se ve smyslu zákona myslí vzájemná penetrace.“
V souladu s předešlými rozhodnutími indického nejvyššího soudu platí rozhodnutí místních soudů ohledně ústavnosti zákonů nejen v dané jurisdikci, nýbrž celé Indii.
Jsou známy případy úřední šikany indických LGBT skupin na základě těchto zákonů.
23. února 2012 vyjádřilo indické ministerstvo vnitra nesouhlas s dekriminalizací homosexuality s tím, že takové jednání odporuje indickému pojetí morálky. Indická vláda zaujala k prohlášení resortu vnitra nesouhlasné stanovisko s tím, že v dekriminalizaci homosexuality neshledává žádnou právní vadu. Dva soudci Nejvyššího soudu Indie v reakci na to kritizovali vládu za to, že není v této otázce jednotná.
11. prosince 2013 zrušil indický nejvyšší soud rozhodnutí dillíského soudu z r. 2009 dekriminalizující homosexualitu.
Human Rights Watch (HRW) vyjádřila obavy, zda rozhodnutí indického nejvyššího soudu nepovede k perzekuci homosexuálních párů a jednotlivců, kteří se po předchozí dekriminalizaci vyoutovali. Soudní rozhodnutí HRW odsoudila s tím, že odporuje lidské důstojnosti a základnímu právu na soukromí a ochranu před diskriminací. Nadace Naz oznámila, že se proti soudnímu rozhodnutí pokusí odvolat. Dle záznamů aktivistické skupiny Kavi's Humsafar Trust dvě pětiny indických homosexuálů po roce 2013 zažily vydírání.
28. ledna 2014 zamítl indický nejvyšší soud žádost o odvolání, k níž se kromě Nadace Naz připojila i indická vláda a další subjekty nesouhlasící s potvrzením legitimity Sekce 377. „Soud v Dillí během posuzování ústavnosti Sekce 377 přehlédl, že gayové, lesby, bisexuálové a translidé tvoří zanedbatelný vzorek populace, a že za více než 150 let bylo podle tohoto zákona trestáno méně než 200 lidí, což nezakládá právní důvod pro rozpor s články 14, 15 a 21,“ zdůvodňoval Nejvyšší soud Indie své rozhodnutí.
18. prosince 2015 navrhl poslanec Sněmovny lidu za Indický národní kongres Shashi Tharoor zrušení Sekce 377, ale neúspěšně. Pro hlasovalo 24 poslanců, proti 71.
2. února 2016 oznámil Nejvyšší soud Indie, že se bude znovu zabývat otázkou legitimity kriminalizace homosexuální aktivity. V srpnu 2017 se indický nejvyšší soud jednomyslně usnesl, že právo na ochranu soukromí je základním právem garantovaným indickou ústavou, a že sexuální orientace je ryze soukromou záležitostí jednotlivců, čímž získali indičtí LGBT aktivisté novou naději na zrušení Sekce 377.
V lednu 2018 se indický nejvyšší soud rozhodl, že o otázce ústavnosti Sekce 377 bude rozhodovat v plénu, a že se 1. května 2018 uskuteční veřejné slyšení. Indická vláda oznámila, že do soudního procesu nebude nijak zasahovat, a že hodlá respektovat jeho rozhodnutí, ať už bude jakékoliv. K prvnímu slyšení došlo 10. července 2018 s tím , že finální verdikt bude vydán do konce září 2018. Podle indických LGBT aktivistů se jednalo o jeden z nejprůlomovějších mezníků v oblasti LGBT práv od získání nezávislosti s tím, že s velkou pravděpodobností ovlivní další vývoj i v jiných zemích Commonwealthu, které kriminalizují homosexualitu.

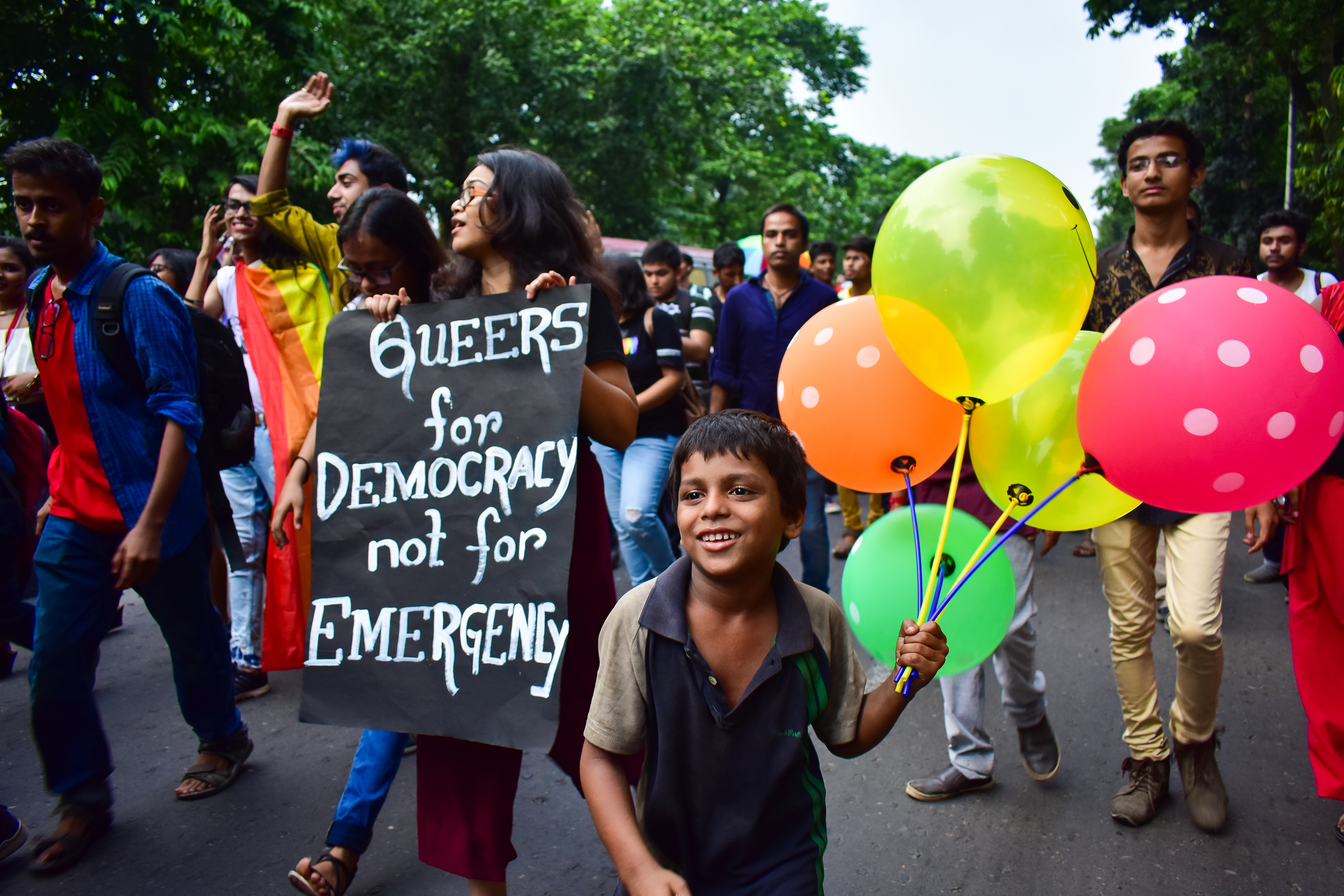
Kalkatský gay pride konaný při příležitosti rozhodnutí indického nejvyššího soudu, 2018

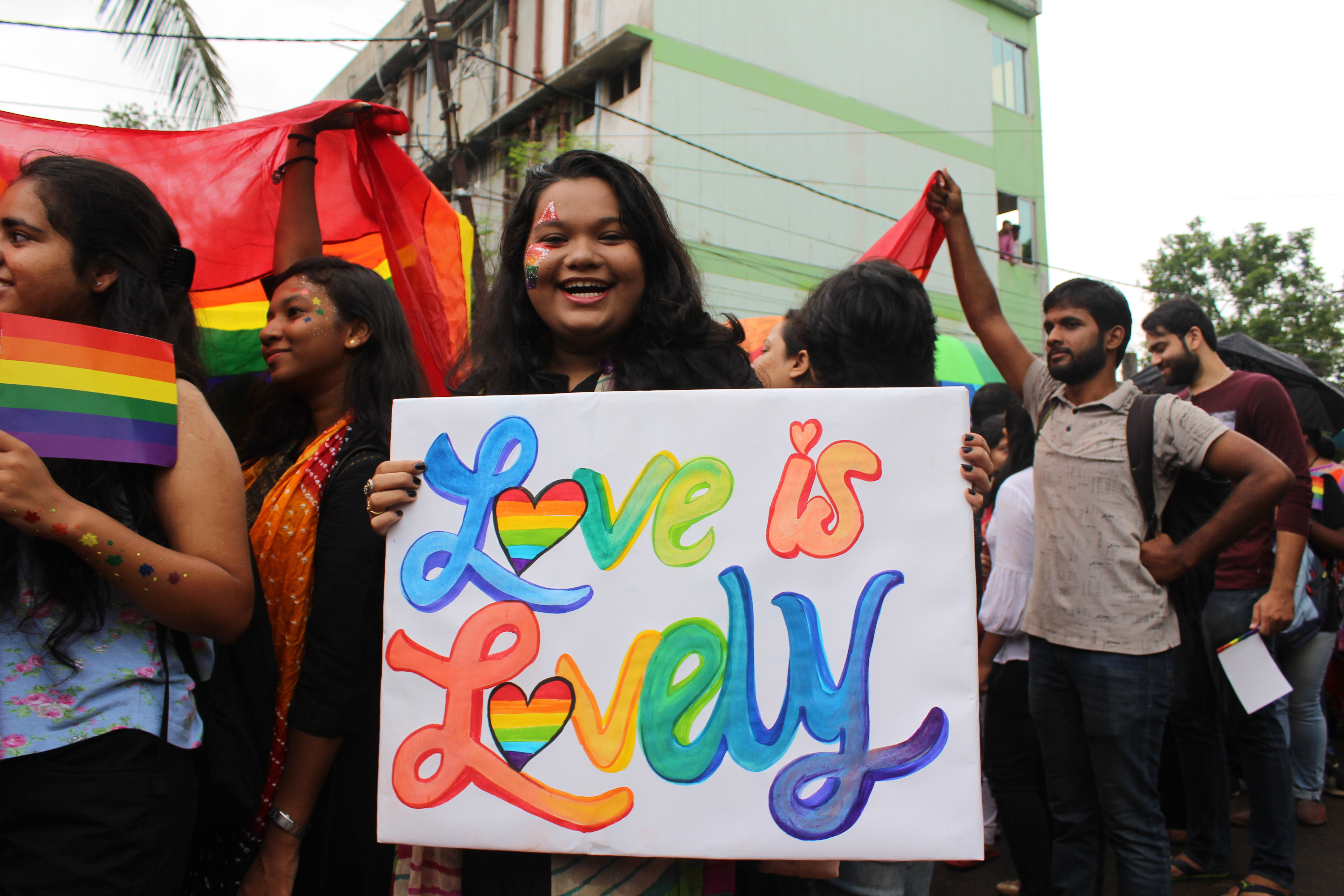
Účastníci gay pride v Bhuvanéšvaru, 2019

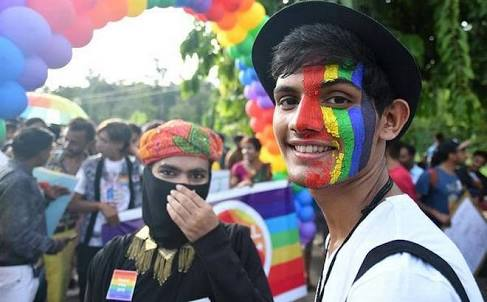
Účastníci gay pride v Bhópálu oslavující rozhodnutí Nejvyššího soudu Indie, 2018

6. září 2018 vydal indický nejvyšší soud svůj verdikt,  v němž se celé plénum soudců shodlo, že Sekce 377 je neústavní z důvodu rozporu se základním právem na autonomii, intimitu a identitu, čímž v Indii definitivně dekriminalizoval homosexualitu. Své zrušení předchozího rozhodnutí z roku 2013 odůvodnil takto:
| „ | Kriminalizace tělesného kontaktu je neracionální, svévolná a doslova neústavní. | “ |

 Dipak Misra, předseda Nejvyššího soudu Indie.
| „ | Z historického hlediska dlužíme těmto jednotlivcům a rodinám jimi tvořených omluvu. Homosexualita je součástí lidské sexuality a i její nositelné mají právo na důstojné zacházení a ochranu před diskriminací. LGBT komunita má právo se plně realizovat v rámci mezí stanovených zákony regulujících sexuální chování dospělých. | “ |

 Indu Malhotrová, soudkyně Nejvyššího soudu Indie
| „ | Je těžké napravovat historické chyby, ale můžeme začít nanovo. To znamená nejen dekriminalizovat homosexualitu, nýbrž i obecně podporovat lidské právo na důstojný život. | “ |

 Dhananjaya Y. Chandrachud, soudce Nejvyššího soudu Indie
Indický nejvyšší soud mimo jiné deklaroval, že neústavní je i diskriminace na základě sexuální orientace:
| „ | Sexuální orientace je jedním z mnoho biologických jevů, které jsou přirozenou součástí identity jednotlivců, a na nichž se podílejí různé faktory. Sexuologové se donedávna domnívali, že lidé buď nejsou schopní ovládat svojí sexualitu, anebo pouze v omezené míře. Jakákoliv diskriminace jiných sexuálních orientací by proto znamenala ohrožení základního práva se svobodně projevovat. | “ |

Nejvyšší soud Indie zavázal také indickou vládu, aby vynaložila maximální úsilí na legalizaci i legitimizaci homosexuality v očích veřejnosti, včetně veřejných kampaní a aktivního odstraňování stigmat, jimž LGBT komunita čelí se zaměřením se na práci s policií.
Součástí soudního rozhodnutí je taktéž ustanovení bránící případné rekriminalizaci homosexuality na základě klauzule o progresivitě ve vývoji práva.
Někteří právní experti požadují s argumentací rozhodnutím indického nejvyššího soudu další zákony chránící LGBT práva, včetně legalizace stejnopohlavního manželství, adopce dětí homosexuálními páry a dědických práv. 31. prosince 2019 se Džammú a Kašmír spolu s Ladakem staly svazovým teritoriem Indie, čímž byla tato právní neshoda definitivně vyřešená, neboť na tomto území začal platit indický trestní zákoník.

## Stejnopohlavní soužití
V Indii není párům stejného pohlaví umožněno uzavírat manželství.

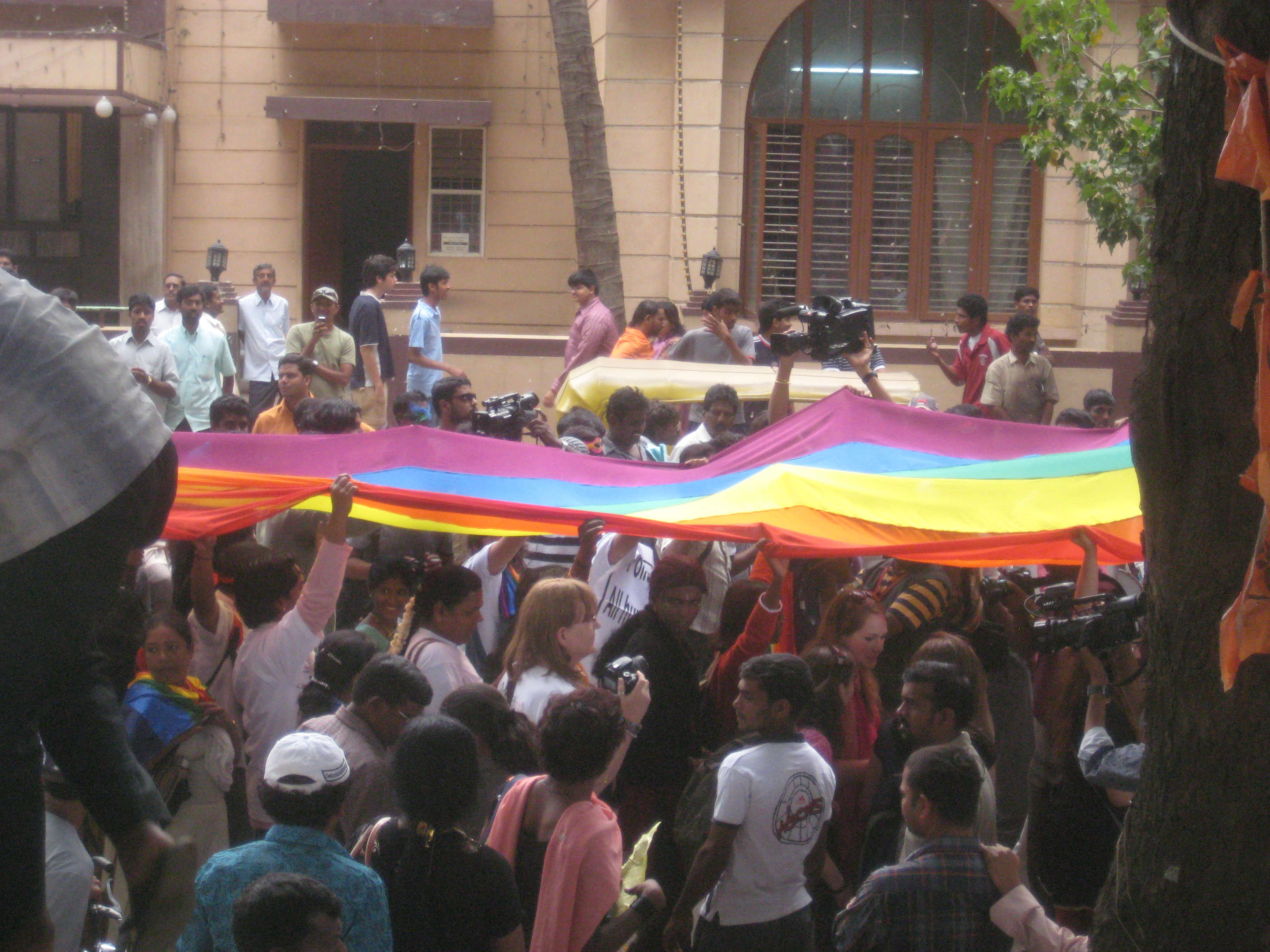
Festival Gay Pride v Bangaloře(2013)

I tak to ale nezabránilo soudu v Gurgaonu, aby v r. 2011 oddal dvě ženy. Hned po svatbě se však pár stal terčem útoků ze strany přátel a rodiny v místě jejich bydliště
| „ | Jejich advokát se k této nešťastné události v průběhu hlavního líčení se 14 rodinnými příslušníky a obyvateli vesnice, kde ženy žily, vyjádřil tak, že hlavní příčinou vrůstající agresivity vesničanů je poslušnost stařešině, a zvyk brát zákon do svých rukou, pokud někdo z členů jejich komunity hrubým způsobem poruší morálku, mezi což spadá i nedovolená svatba mezi lidmi napříč různými kastami vyhodnocovaná tamním obyvatelstvem jako amorální zločin podobného rázu jako je například incest. Mluvčí policie Dr. Abhe Singh se v rozhovoru pro The Daily Telegraph vyjádřil takto: "Obě ženy byly přemístěny na bezpečné místo, kde mají zajištěnou tu nejlepší možnou ochranu přesně tak, jak soud nařídil. Policie se k tomuto kroku odhodlala z důvodu oprávněných obav obou žen, kterým hrozí potenciální nebezpečí pronásledování ze strany rodinných příslušníků nesouhlasících s jejich vztahem. | “ |

Páru se nakonec podařilo dosáhnout toho, že rodina jejich vztah přijala.

## Ochrana před diskriminací
V článku 15 indické ústavy stojí:
15. Zakazuje se diskriminace na základě náboženského vyznání, rasy, kasty, pohlaví nebo místa narození

(1) Žádný stát nesmí diskriminovat své občany pro jejich náboženské vyznání, rasu, kastu, pohlaví, místo narození
(2) Žádný občan Indické republiky nesmí být pro své náboženské vyznání, rasu, kastu, pohlaví nebo místo narození vystaven rozdílnému zacházení, neoprávněným restrikcím či jakýmkoliv jiným omezením ve vztahu k:
(a) přístupu do obchodů, zařízení veřejného pohostinství, ubytovacích služeb a na veřejné akce; nebo
(b) užívání studen, vodních nádrží, veřejně dostupných vodních toků, silnic a jiných veřejně dostupných míst financovaných zcela nebo zčásti ze státních prostředků
V kauze Navtej Singh Johar proti Indii rozhodl indický nejvyšší soud, že ustanovení indické ústavy zakazující diskriminaci na základě pohlaví zahrnuje i odlišnou sexuální orientaci. Obdobně rozhodl indický nejvyšší soud i v jiné kauze Národní úřad pro právní služby proti Indii ve vztahu k genderově identitě.

## Práva translidí

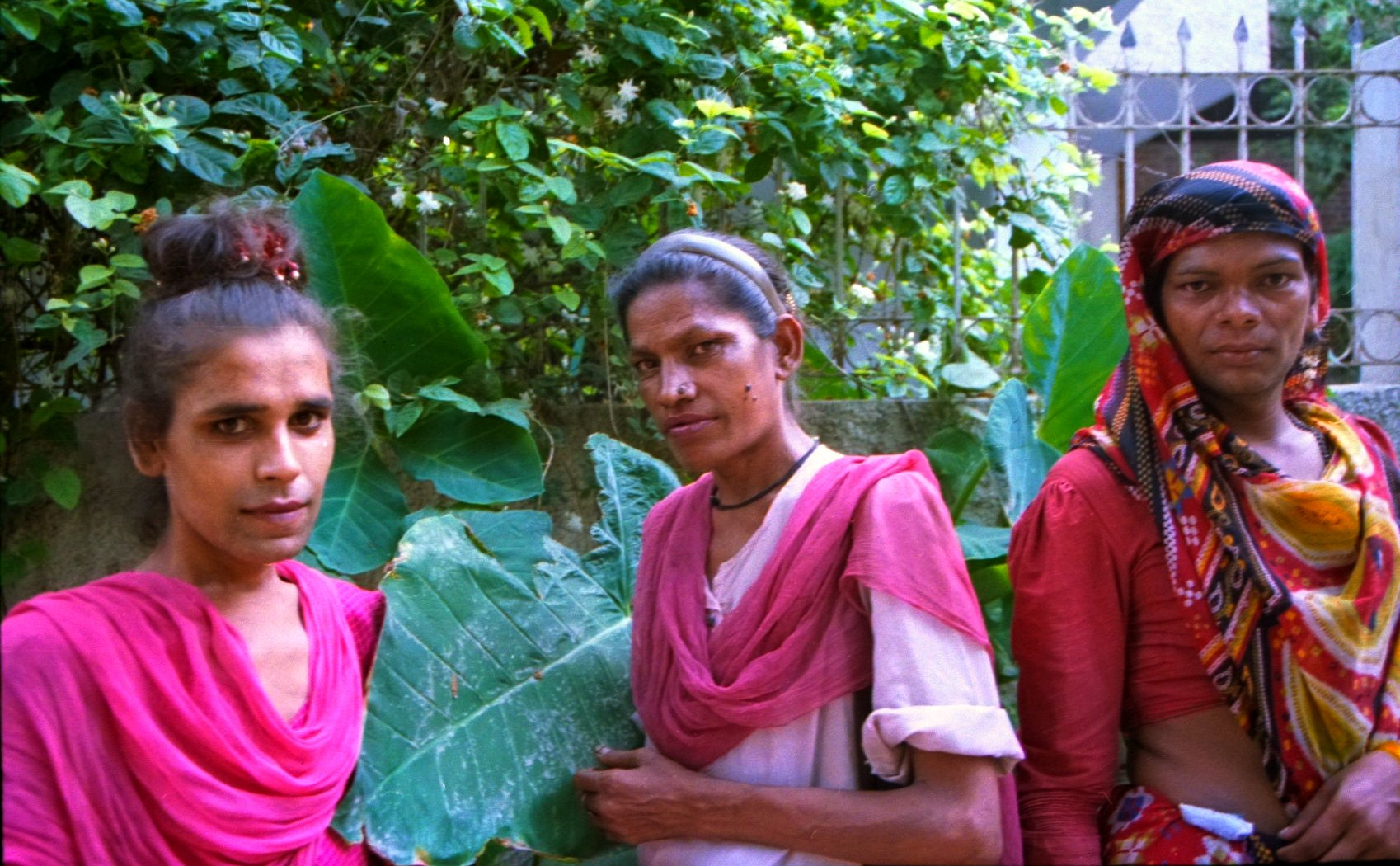
Tři hidžry v Novém Dillí

Indie tradičně uznává osoby hlásící se k takzvanému třetímu pohlaví, které se neztotožňují ani s mužským, ani ženským pohlavím. Tito jedinci jsou všeobecně označováni za Hidžra, případně hijadas (hindsky, maithilsky a dógrí:हिजड़ा|हिजड़ा; bengálsky: হিজড়া (দক্ষিণ এশিয়া)|হিজড়া]; nepálsky: हिजडा|हिजडा; maráthsky: हिजडा|हिजडा]). V telugštině se jim často také říká "napunsakudu" (నపుంసకుడు|నపుంసకుడు) nebo také hijrā (హిజ్రా), v urdštině "khwaja sara" (ہیجڑا|ہیجڑا), gudžarátsky "pavaiyaa" (પાવૈયા) nebo "hījadā" (હીજડા|હીજડા), tamilsky "aravani" (அரவாணி), pandžábsky "khusra" (ਹਿਜੜਾ|ਖੁਸਰਾ), urijsky: "hinjada" (ହିଂଜଡା), sindhsky "khadra" (کدڙا|کدڙ), mamlajálamsky "sandan" (ഷണ്‌ഡന്‍) nebo "hijada" (ഹിജഡ|ഹിജഡ), kannadsky "chhakka" (ಮಂಗಳಮುಖಿ|ಚಕ್ಕ), konkánsky "khojji" (खोज्जि), manipursky "nupi manbi", kašmírsky "napumsakh" (नपुंसख्), ásámsky "npunnsk" (নপুংসক), santalsky "cakra" (ᱪᱟᱠᱨᱟ), v sanskrtu "klība" (क्लीब), "napumpsa" (नपुंस) nebo "shandha" (षण्ढ) a v bodo "mil tilreh". V českém jazyce pak normálně hovoříme o eunuších, translidech a intersexuálech.
Hidžrám bylo přiznáno volební právo coby občanům s třetím pohlavím v roce 1994. Kvůli špatné právní úpravě tranzice se indičtí translidé často setkávají s problémy, pokud chtějí absolvovat chirurgickou změnu v bezpečném zdravotním zařízení. 15. dubna 2014 rozhodl indický nejvyšší soud, že translidé jsou ekonomicky i sociálně znevýhodněnou skupinou obyvatel, a že mají tudíž právo být začleněni do stipendijních a jiných podpůrných programů v školství a v zaměstnání. Svým rozhodnutím zavázal odborové svazky a vlády jednotlivých států k jejich vytvoření Soud dále také shledal, že translidé mají ústavou garantované právo na změnu svého úředního pohlaví bez povinnosti podstoupit chirurgický zákrok, a zavázal tak všechny indické státy k přijetí jednotného právního rámce. Stejný soud pak také došel k závěru, že indická ústava uznává třetí pohlaví, včetně jeho zápisu do všech úředních dokumentů, a že její 15. článek zakazuje diskriminaci na základě genderové identity. In light of the ruling, government documents, such as voter ID cards, passports and bank forms, have started providing a third gender option alongside male (M) and female (F), usually designated as "other" (O), "third gender" (TG) or "transgender" (T).
V roce 2013 se dva transgender aktivisté S. Swapna a Gopi Shankar Maduria z Srishti Madurai zapojili do protestu za uznání odlišných genderových identit ve všech sférách veřejného i společenského života - školství, bankovnictví, zaměstnání atd. Swapnovi se tehdy díky zásahu Nejvyššího soudu v Madrasu podařilo získat právo získat ženské pohlaví ve výběrovém řízení na pozici v TNPSC (Tamil Nadu Public Service Commission). Stal se tak prvním transgender kandidátem.
24. dubna 2015 přijala Sněmovna států (Rádžja sabha) návrh zákona o právech translidí z roku 2014 (Rights of Transgender Persons Bill, 2014). Nová právní úprava přiznává translidem jistá práva a nároky ve vzdělávání, zaměstnání (2 % kvóty), advokacii, sociálním systému, podpoře v nezaměstnanosti a rekvalifikaci. Jeho součástí jsou také ustanovení o zákazu diskriminace na pracovišti, včetně prevence transfobního násilí, šikany a ostrakizace. Zákon dále také zavádí sociální výbory a speciální soudy pro práva transgender na centrální i státní úrovni. Předkladatelem byl člen Sněmovny států Tiruchi Siva, který svou iniciativou učinil historický moment, neboť to za posledních 45 let bylo poprvé co horní komora indického parlamentu schválila soukromý návrh. Navržený zákon nicméně obsahoval několik sporných ustanovení a nedostatků. Chybělo v něm například vysvětlení, jak konkrétně jej mají resorty implementovat. Z tohoto důvodu se o něm vůbec nehlasovalo ve Sněmovně lidu (Lók sabha).
Ministr práce a sociálních věcí Thaawar Chand Gehlot v reakci na to 11. června 2015 oznámil, že indická vláda přijde s vlastním vládním návrhem, který bude v tomto směru propracovanější. Vycházet měl ze studie zabývající se transgender problematikou, kterou zpracoval speciální parlamentní výbor ustanovený 27. ledna 2014. Podle Gelhota by díky ní transgender Indové získali veškerá práva a povinnosti, jichž požívají všechny jednotlivé kasty a jiné sociální skupiny.
Návrh zákona o translidech z roku 2016 (Transgender Persons Bill, 2016'), který byl už jednou předložen parlamentu v srpnu 2016, se znovu dostal na pořad schůze koncem roku 2017. Mnozí translidé byli proti němu, jelikož nepokrýval některé aspekty jejich života jako je například manželství, osvojování dětí a rozvody. Akkai Padmashali se například nelíbila zákonná definice "transgenderismu" vycházející z teze, že translidé vycházejí z pouhého pocitu své vlastní biologické determinace. 17. prosince 2018 přijala Sněmovna lidu kritizovaný návrh se 27 pozměňovacími návrhy, včetně kontroverzního ustanovení zakazujícího translidem žebrat. Návrhem se pak následně zabýval parlamentní výbor, ale nedostal se do další fáze legislativního procesu z důvodu rozpuštění horní komory, Sněmovny států.

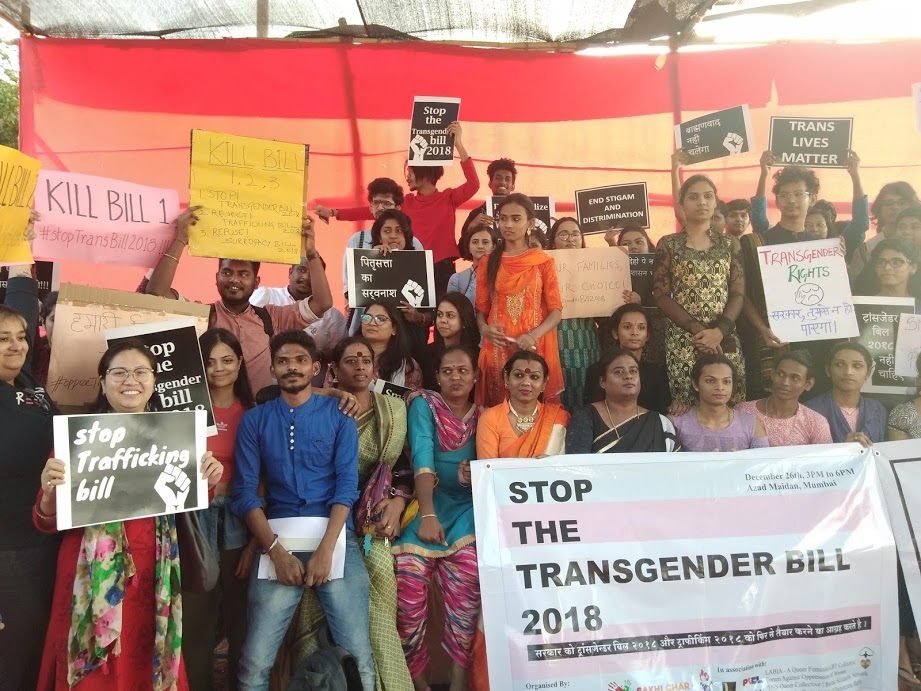
Členové indické transgender komunity protestují proti návrhu zákona o translidech z roku 2019, Bombaj, prosinec 2018.

Vládní návrh zákona o translidech (Transgender Persons Bill 2019) byl indickému parlamentu znovu předložen po volbách v roce 2019. Na novém návrhu se indická vláda usnesla 10. července téhož roku. Podle nové právní úpravy se za transosobu považuje jednotlivec, jehož gender neodpovídá genderu, který mu byl přiznán ke dni narození, což jsou transmuži (MtF - Male To Female), transženy (FtM - Female to Male), intersexuálové, genderqueer a lidé se sociokulturními identitami jako jsou kinnar, hidžry, aravani a jogta. Každý občan Indie má tak právo se rozhodnout, zda se identifikuje jako muž, žena nebo "transgender". Translidé jsou nicméně povinní dostavit se na příslušný matriční úřad, který jim jejich genderovou identitu certifikuje, čemuž musí předcházet potvrzení o absolvované chirurgické tranzici. Zákon zakazuje transfobní diskriminaci v následujících sférách, a to školství, zaměstnání a zdravotnictví. Translidé nicméně kritizovali, že se nová legislativa nijak nezabývá jejich životní úrovní, s níž neoddělitelně souvisí i integrace do veřejného a společenského života, a že neobsahuje ustanovení, jak konkrétně jej mají jednotlivé indické státy prosazovat, pokud dojde k diskriminaci. Dalším předmětem kritiky byla i skutečnost, že se nezohlednila žádná z alternativ předkládaná transgender aktivisty, a že návrh fakticky pouze fakticky legalizuje tento status, aniž by konkretizoval různé genderové identity odlišné od transmužů a transžen - intersexuálové, genderqueer atd. Z tohoto důvodu byl ustanoven Národní výbor pro transgender (National Council for Transgender) složený ze zástupců jednotlivých ministerstev a komunity, jehož cíl bylo dosažení kompromisu s indickou vládu ve vztahu k problematice trangender, včetně monitoringu a evaluace dopadů této politiky, koordinace činností všech dotčených resortů a boje s transfobní diskriminací. Kontroverzní zákaz žebrání translidí byl z návrhu zákona vyňat. Vyškrtnuta byla i další sporná ustanovení, mezi něž patřila například povinnost přezkumu odbornou komisí pro získání statutu transgender a nižší trestní sazba za sexuální násilí na transgender osobách. Zatímco za znásilnění cisgender ženy hrozí pachateli minimálně 10 let odnětí svobody, v případě transgender by se jednalo o dva roky. Kompromisní návrh přijala Sněmovna lidu (Lók sabha) 5. srpna 2019. 25. listopadu 2019 jej přijala Sněmovna států (Rádžja sabha) a 5. prosince jej podepsal indický prezident Rám Náth Kóvind. Zákon o translidech se tak stal platným.
22. dubna 2019 rozhodl madraský nejvyšší soud, který je zároveň také soudem nejvyšší instance v Tamilnádu, že "nevěstou" se ve smyslu tamního zákona o manželství myslí i transžena, čímž legalizoval manželství muže a transženy.

## Konverzní terapie
V únoru 2014 vydala Indická asociace psychiatrů (Indian Psychiatric Society - IPS) své stanovisko, v němž deklarovala, že neexistuje žádný relevantní vědecký argument, který by potvrzoval, že homosexualita není přirozená: "Vycházejíc z relevantních vědeckých zkoumání a empirických dat v oblasti psychiatrie může Indická asociace psychiatrů jednoznačně potvrdit, že neexistují žádné spolehlivé důkazy, které by potvrzovaly, že je homosexualita duševní chorobou". Své stanovisko pak IPS později znovu potvrdila v červnu 2018, kdy uvedla, že někteří jednotlivci nejsou heterosexuální orientace, a že tato skutečnost nezakládá legitimní důvod k jejich ostrakizaci či dokonce sankciování.
Navzdory stanovisku IPS je konverzní terapie v Indii stále běžným fenoménem. Obvykle spočívá v elektrokonvulzivní terapii (často vedoucí ke ztrátě paměti), hypnóze, aplikací léčiv vyvolávajících nevolnost nebo skupinové terapii, kdy je jednotlivci vštěpováno, že homosexualitu způsobuje nerozvinutá mužská identita v dětství, případně submisivní otec a dominantní matka. Konverzní terapie má u lidí, na nichž je praktikována, často za následek depresivní a úzkostné stavy, jakož i sebevraždené tendence a sklony k drogovým a jiným závislostem.

## Životní podmínky

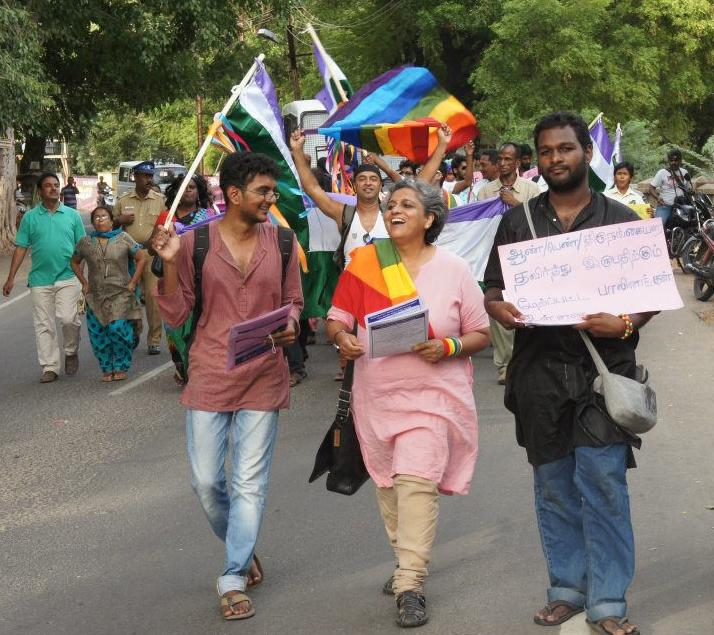
První asijský Genderqueer Pride v Madurai, stát Tamilnádu, s aktivistikou Anjali Gopalan v popředí, 2012.

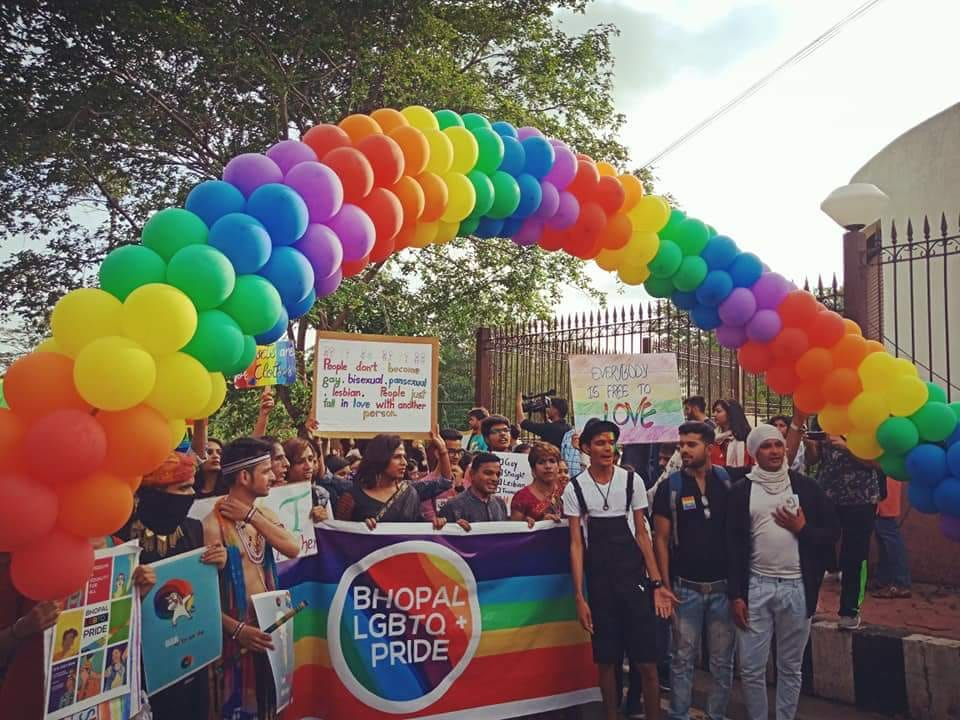
Účastníci Bhopal Pride 2018, stát Madhjapradéš

Indické metropole nabízejí LGBT komunitě celou škálu možností setkávání a socializace, ale spíše skrytě a anonymně. Příkladem jsou GayBombay (Bombaj), Good as You (Bengalúr), HarmlessHugs (Dillí), Orinam (Čennaí), Queerala (Kóčin), Queerhythm (Tiruvanantapuram), Mobera (Hajdarábád), Queer Nilayam (Hajdarábád), Parichay Collective (Bhuvanéšvar) a Sahodaran (Čennaí). Mezi skupiny zaměřující se na LGBT Indky patří ASQ (Bengalúr), Labia (Bombaj), Sappho for Equality (Kalkata), Chennai Queer Cafe a další. Skupinami specializujícími se na transkomunitu a boj za její práva patří Sampoorna, Tweet Foundation, Telangana Hijra Trans Intersex Samiti a další. Se seznamováním a vyhledáváním trvalých partnerských vztahů pomáhá indické LGBT komunitě queer platforma "Amour Queer Dating".
V Indii byla zaznamenána celá řada případů homofobního, bifobního a transfobního násilí a šikany. V r. 2003 byla v Bengalúru hromadně znásilněná členka komunity, aby se pak následně se stejným zacházením setkala i ze strany policie. Že se indická LGBT komunita často potýká také s policejní šikanou, potvrdila svědectví u dillíského soudu z r. 2007. Týkala se policejního únosu homosexuálního muže v Dillí a jeho následné znásilňování a mučení po dobu několika dní s cílem přinutit jej k doznání se, že je takzvaným "gandu", což je hanlivé označení lidí provozující anální sex. V r. 2011 byl v Harijáně zavražděn lesbický pár svými synovci kvůli jejich "nemorálnímu" vztahu. Podle informací od aktivistů ze skupiny Kavi's Humsafar Trust se až dvě pětiny indických homosexuálů staly po rozhodnutí indického nejvyššího soudu z r. 2003 obětí vydírání. Výjimkou nejsou ani pokusy o sebevraždu. Na začátku roku 2018 spáchal lesbický pár sebevraždu s dopisem na rozloučenou, v němž stálo: "Odcházíme z tohoto světa, abychom mohly žít spolu, protože nám to svět neumožnil."
V únoru 2017 vydalo indické ministerstvo zdravotnictví a rodiny příručku týkající se celostátní zdravotní osvěty dětí a mládeže s názvem Saathiya, která mimo jiné zahrnuje i témata homosexuality. V materiálu stojí následující: "Ano, je zcela běžné, že dospívající zažívají své první lásky, přičemž se jejich vyvolenými mohou stávat lidé jakéhokoliv pohlaví, tedy opačného i stejného. Je zcela normální chovat k někomu náklonnost, a je zároveň také nezbytné, aby děti a mládež věděly, že takové vztahy musejí vycházet ze vzájemné dobrovolnosti, otevřenosti a respektu. Zároveň je také důležité mluvit s člověkem, k němuž takové city chováme, s co největší ohleduplností".
V roce 2017 se v Dillí konal desátý ročník festivalu LGBT hrdosti s účastí stovek lidí. V Čennaí se pochody gay pride konají od r. 2009. V Goe se první gay pride konal v říjnu 2017. Bhuvanéšvar organizoval svojí první akci v září 2018 a Guvahátí v únoru 2014. V Gangtoku, hlavním městě severoindického státu Sikkim v Himálaji, se první gay pride konal v lednu 2019.
17. května 2018 se v celé Indii konaly akce při příležitosti Mezinárodního dne proti homofobii, bifobii a transfobii (IDAHO). Zapojily se například Bhópál, Dillí, Bombaj, Kolhápur, Tiruvanantapuram a Lakhnaú. Podporu lidským právům LGBT skupin v Indii vyjádřilo také několik zahraničních ambasád (Austrálie, Belgie, Brazílie, Česka, Dánska, Finska, Francie, Chorvatska, Irska, Islandu, Itálie, Japonska, Kanady, Kostariky, Litvy, Lotyšska, Lucemburska, Malty, Mexika, Německa, Nizozemska, Norska, Nového Zélandu, Portugalska, Rakouska, Řecka, Slovinska, Srbska, Španělska, Švédska, Švýcarska, Velké Británie a USA) a zároveň také připomnělo LGBT inkluzivní politiku země, jíž reprezentuje.
Podle průzkumu z r. 2018 až třetina homosexuálních Indů uzavřela sňatek se ženou, aniž by si jejich nastávající byly vědomy faktu, že vstupují do manželství se skrytým gayem.

### Politika
Indické Hidžry po desetiletí bojovaly za získání volebního práva, které jim bylo přiznáno v r. 1994. V r. 1996 se jedna z nich Kali rozhodla kandidovat ve volbách v bihárské Patně za Stranu soudních reforem (Judicial Reform Party). Jiná Munni zase naopak kandidovala v Jižní Bombaji. Ani jedné z nich se nepodařilo obhájit příslušný mandát.
Po volebním neúspěchu Kali a Munni se o tři roky později podařilo Kamle Jaan obhájit mandát starosty města Katni. Jiná Hidžra Shabnam Mausi byla zase zvolená do zákonodárného sboru indického státu Madhjapradéš ve volbách v r. 1998. I v následujících několika letech se dalším transgender kandidátům podařilo uspět v několika různých volbách. Příkladem jsou Heera zvolená do Rady města Džabalpur a Gulshan zvolená do Rady města Bina Etawa. V prosinci 2000 se Asha Devi stala starostkou Górakhpuru v Uttarpradéši a Kallu Kinar členkou Rady města Váranásí.
První transgender Indkou zvolenou do veřejného úřadu je Shabnam Mausi, která vykonávala mandát členky zákonodárného sboru indického státu Madhjapradéš v letech 1998-2003. V r. 2003 oznámily madhjapradéšské Hidžry založení své vlastní politické strany "Jeeti Jitayi Politics" (JJP; hindsky:जीती जिताई पालिटिक्स), což v překladu značí již prosazenou politiku. Nově etablovaná posléze vydala svůj osmistránkový volební manifest, v němž nastínila svou odlišnost od tradičních politických stran.
V tamilnádských volbách do zákonodárného sboru v r. 2011 neúspěšně kandidovala transgender aktivistka Kalki Subramaniam na volební kandidátce strany DMK (Dravida Munnetra Kazhagam). V březnu 2014 se Kalki nechala v Puduččéri slyšet, že se znovu pokusí kandidovat ve volbách v Villupuram. 4. ledna 2015 se nezávislé transgender kandidátce Madhu Bai Kinnar podařilo obhájit mandát starostky města Raigarh, stát Čhattísgarh.
9. června 2015 se Manabi Bandopadhyay stala první indickou transgender univerzitní principálkou poté, co se ujala této funkce na Ženské univerzitě (Women's College) v distriktu Nadia, Západním Bengálsku.
5. listopadu 2015 se K. Prithika Yashini stala v Tamilnádu první transgender policejní kapitánkou. Tou dobou už měla tamilnádská policie tři transgender strážníky, ale Yashini byla první transgender, která se postavila do čela bezpečnostních sborů tohoto jihoindického státu. Transmuži jsou nedílnou součástí policejních sborů ve všech indických státech, ale mnoho z nich volí raději práci v ženských kolektivech z důvodu obav z případných negativních dopadů úřední změny pohlaví a genderu na jejich zaměstnání. 
12. února 2017 byli dva translidé jmenováni kolhápurským úřadem pro právní služby (Kolhapur District Legal Services Authority - KDLSA) do panelu tamního lidového soudu (People's Court). Řešením právních sporů v této lokalitě je pověřeno celkem 30 panelů. Slovy zástupců KDLSA lze považovat jmenování translidí za jeden z hlavních úspěchů.
V červenci 2017 se Joyita Mondal stala první západobengálskou transgender soudkyní. Svou funkci vykonává v Islampuru, distriktu Uttardinajpur. V r. 2018 se Swati Bidham BAruah stala první transgender soudkyní v indickém státě Ásámu. Swati je zároveň také zakladatelkou All Assam Transgender Association. Svou funkci vykonává v Guváhátí.
Transgedner reprezentantům se dostalo zvláštní pozornosti během voleb do Sněmovny lidu v r. 2019, kdy se hned našlo nejvíc kandidátů v Ándhrapradéši, Gudžarátu, Kérale, Maháráštře, Uríse, Tamilnádu a Uttarpradéši. Mnoho předních stran dokonce zmiňovalo LGBT témata přímo ve svých volebních programech. Například Indická lidová strana slibovala rozšíření práv transgender komunity s tím, že bude cílit zejména na rozvoj transgender dětí a mládeže. Indický národní kongres lákal na podporu a uznání sexuální diverzity lidí a ochranu rovnosti před zákonem všech sexuálních identit, a to prostřednictvím nového zákona o transgender sepsaného a vypracovaného po předchozích konzultacích s LGBT skupinami a resorty specializujícími se na genderovou problematiku.

## Intersex práva
[[File:Protection of intersex children from harmful practices.svg|thumb|right|260px|

Zákaz nekonsensuálních invazivních lékařských zásahů
legend|#0066FF|Možnost zákazu nekonsensuálních invazivních lékařských zásahů

Explicitní zákaz diskriminace na základě pohlavních znaků
Explicitní ochrana osob s neurčitým pohlavím
Explicitní ochrana osob s neurčitým pohlavím, včetně pohlavního atributu

Intersexualita je v Indii často spojována s takzvaným třetím pohlavím. Nejznámější indickou skupinou hlásící se k třetímu pohlaví (někdy také "třetímu genderu") jsou takzvané Hidžry. Po letech výzkumů a studií hidžer napsala americká spisovatelka, antropoložka a emeritní profesorka Serena Nandová ve své knize "Ani muž, ani žena: Indické hidžry" (Neither Man Nor Woman: The hijaras of India) následující: "Indové mají celkově vzato, že hidžry jsou narození hermafrodité [intersex], kteří se stali součástí této komunity po narození nebo během dětství, ale sama jsem nezaznamenala, že by toto přesvědčení sdíleli samotní členové hidžer, s nimiž jsem měla příležitost se potkat. Všichni z nich se ke komunitě připojili sami dobrovolně, nejčastěji v období svého dospívání." Sangamská literatura (Sangam literature) pracuje s termínem pedi odkazujícím na lidi, kteří se narodili jako intersexuálové, ale domorodé genderové indické menšiny měly obecně o intersexuálních lidech mnohem větší povědomí, a proto je označovali jiným slovem mabedi usili.

### Invazivní zásahy
Intersexuálové nejsou chráněni před invazivními zásahy do fyzické integrity a autonomie jejich těla. V Indii byly zaznamenány případy infanticidy novorozenců s neurčitými pohlavními znaky, včetně neúspěšných pokusů o přiřazení ženského pohlaví. Podle lékařských záznamů mívají indičtí rodiče, kterým se narodí děti s neurčitými pohlavními znaky, tendenci preferovat přiřazení mužského pohlaví, je-li jim v takovém případě přiznáno právo o této záležitosti rozhodovat.
Indické ministerstvo zdravotnictví a rodiny odpovědělo na dopis indického aktivisty za intersex práva Gopiho Shankara Maduraie následovně: „K jakýmkoli invazivním operativním zákrokům, včetně chirurgických úprav pohlavních orgánů, dochází pouze po předchozím posouzení zdravotního stavu pacienta za použití těch nejspolehlivějších metod diagnostiky a jeho písemném souhlasu, případně souhlasu jeho zákonného zástupce či jiného opatrovníka.“
V indických cestovních dokladech je jak pro muže, tak i pro ženy, zavedená možnost volby neurčitého pohlaví, konkrétně „O“ („Other“ neboli „Jiné“).
Dne 22. dubna 2019 vydal madráský vrchní soud průlomové rozhodnutí hájící manželská práva transžen  a zavazující indický stát Tamilnádu chránit intersex novorozence před invazivními lékařskými zásahy. Jednalo se vyvrcholení práce indického intersex aktivisty Gopiho Shankara, díky níž vzal soud na vědomí případy nekontrolovaných a nucených invazivních zásazích na intersex novorozencích a dětech. Soud se ve svém rozhodnutí opíral i o hinduistickou mytologii, zejména o příběh Iravana. 

## Veřejné mínění
Veřejné mínění týkající se LGBT práv v Indii je komplexní. Podle průzkumu Mezinárodní gay a lesbické asociace (International Lesbian, Gay, Bisexual, Trans and Intersex Association - ILGA) z r. 2016 podporovalo 35 % indických respondentů legalizaci homosexuálních sňatků, zatímco 35 % jich bylo proti. Jiné šetření Nadace Varkey (Varkey Foundation) ukázalo větší podporu (53 %) stejnopohlavního manželství u respondentů ve věkovém rozpětí 18-21 let.
Průzkum ILGA z r. 2017 ukázal, že 58 % Indů by gayům, lesbám a bisexuálům přiznalo stejná práva, jakými disponují heterosexuálové. 30 % bylo naopak proti. 59 % by jim mimo jiné přiznalo také právo na ochranu před diskriminací na trhu práce. Nicméně 39 % Indů bylo toho názoru, že by lidé žijící v homosexuálním vztahu měli být trestně stíháni, zatímco 44 % bylo proti. Co se týče translidí, tak 66 % Indů by jim přiznalo stejná práva, a 62 % bylo toho názoru, že by měli být chráněni před diskriminací na pracovišti. 60 % dotázaných by jim také přiznalo právo na úřední změnu pohlaví.
Akceptace LGBT lidí je podle dostupných zpráv na velmi dobré úrovni v nejvyšších vládních institucích jako je například Indický institut pro technologii (Indian Institutes of Technology - IIT). Průzkum provedený v IIT Delhi v r. 2015 potvrdil, že 72 % dotázaných respondentů souhlasilo, že být homosexuální orientace je stejně normální jako být heterosexuální orientace. Mnoho místních poboček IIT má dokonce i svá vlastní LGBT sdružení, konkrétně "Saathi" (v překladu "Přítel") v rámci IIT Bombay, "Indradhanu v IIT Delhi, "Ambar" v IIT Kharagpur, "Unmukt" v IIT Kanpur, "Anchor v BITS Pilani a další.
Podle průzkumu z r. 2019 provedeném napříč jednotlivými indickými státy a teritorii byla vysoká míra akceptace LGBT komunity zaznamenaná v Uttarpradéši (36 %) následovaném Tamilnádu (30 %) a Dillí (30 %). Naopak velmi nízkou míru neakceptace LGBT minority vykazovaly Mizóram (87 %), Nágáland (63 %), Džammú a Kašmír (63 %) a Kérala (58 %). Státy a teritoria, v nichž byl zaznamenán spíše rozpolcený postoj vůči LGBT komunitě, byly Západní Bengálsko (60 %) následované Ásamem (40 %), Pandžábem (39 %) a Tripurou (37 %).
Pokud jde o náboženské komunity, tak nejvyšší míra akceptace homosexuálních vztahů byla zaznamenaná u hinduistů, z nichž 22 % uvedlo, že s nimi nemá žádný problém. U muslimů a křesťanů to bylo 13 %. Naopak nejvíc proti homosexuálním vztahům byli křesťanští respondenti (70 %) následovaní muslimy (50 %) a hinduisty a sikhisty (40 %).
Podle průzkumu Pew Research z r. 2020 zastávalo 37 % Indů názor, že by homosexualita měla být společensky akceptovaná, což je ve srovnání s rokem 2014, kdy zastávalo tento postoj 15 % dotázaných, výrazný procentní nárůst.

## Známi indičtí LGBT aktivisté

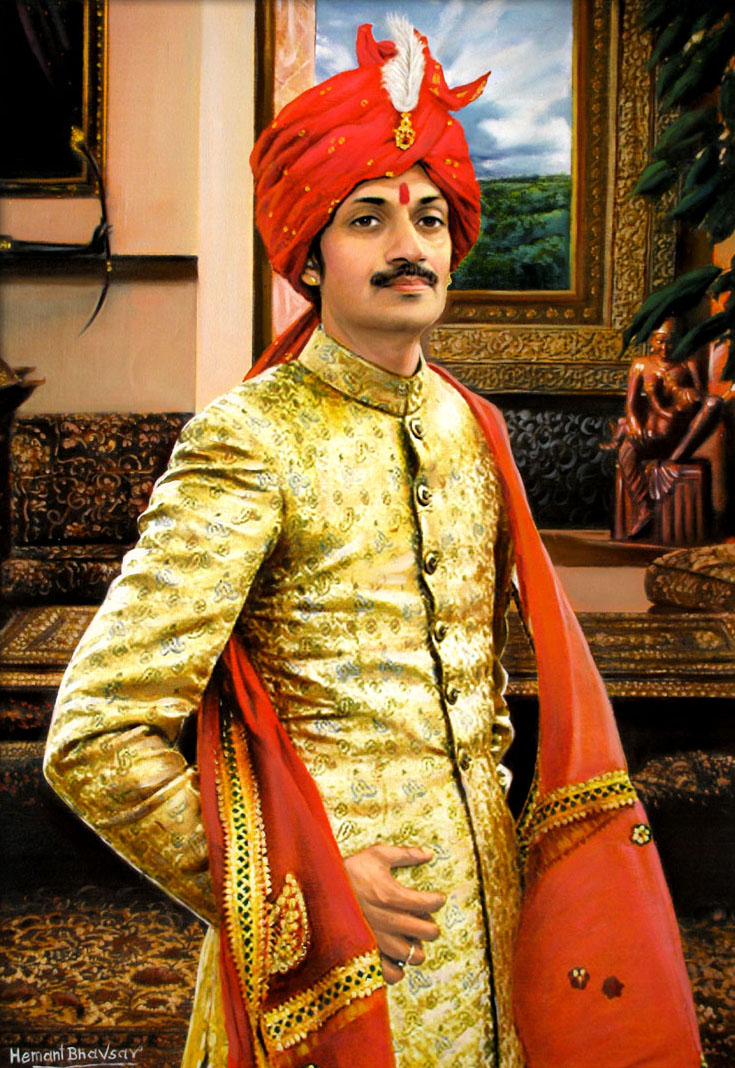
Princ Manvendra Singh Gohil, Maharádža Rajpiply, se po svém coming outu v r. 2006 aktivně věnuje problematice HIV/AIDS a bezdomovectví LGBT mládeže

| Pořadí | Jméno                   | Informace                                                                         |
| ------ | ----------------------- | --------------------------------------------------------------------------------- |
| 1      | Anjali Ameer            | Malajálamská herečka                                                              |
| 2      | Nakshatra Bagwe         | Herec a držitel několika cen                                                      |
| 3      | Manabi Bandyopadhyayová | První indická otevřeně trans rektorka a nositelka titulu Ph.D                     |
| 4      | Vinay Chandran          | Gay a lidskoprávní aktivista                                                      |
| 5      | Bobby Darlingová        | Transgender herečka a podporovatelka LGBT práv                                    |
| 6      | Tista Das               | Transgender aktivista                                                             |
| 7      | Sushant Divgikar        | Mr Gay India 2014                                                                 |
| 8      | Pablo Ganguli           | Podnikatel v oblasti kultury, umělec, režisér a impresário                        |
| 9      | Rituparno Ghosh         | Populární filmař a vítěz 11. ročníku Indian National Film Awards                  |
| 10     | Anjali Gopalanová       | Lidskoprávní aktivistka                                                           |
| 11     | Andrew Harvey           | Spisovatel, náboženský učenec a učitel mystických tradic                          |
| 12     | Harish Iyer             | Aktivista, novinář a blogger                                                      |
| 13     | Celina Jaitleyová       | Miss India 2001                                                                   |
| 14     | Firdaus Kanga           | Spisovatel a herec                                                                |
| 15     | Karpaga                 | First transgender person in India to perform a leading role in a mainstream movie |

## Souhrnný přehled
| Legální stejnopohlavní styk                                                             | (2018)                                          |
| Stejný věk legální způsobilosti k pohlavnímu styku pro obě orientace                    | (2018)                                          |
| Anti-diskriminační zákony v zaměstnání                                                  | / (Pouze ve veřejné správě)                     |
| Anti-diskriminační zákony v přístupu ke zboží a službám                                 | Yes                                             |
| Anti-diskriminační zákony v ostatních oblastech (homofobní urážky, zločiny z nenávisti) | / (Pouze ve veřejné správě)                     |
| Stejnopohlavní manželství                                                               | (Navrženo)                                      |
| Jiná forma stejnopohlavního soužití                                                     | (Navrženo)                                      |
| Adopce dítěte partnera                                                                  | (Navrženo)                                      |
| Společná adopce dětí stejnopohlavními páry                                              | (Navrženo)                                      |
| Individuální adopce bez ohledu na sexuální orientaci                                    | Yes                                             |
| LGBT osoby smějí mohou otevřeně sloužit v armádě                                        | (Navrženo)                                      |
| Možnost změny pohlaví                                                                   | (2014, od r. 2019 požadována chirurgická změna) |
| Třetí pohlaví                                                                           | (2014)                                          |
| Přístup k umělému oplodnění pro lesbické ženy                                           | No                                              |
| Náhradní mateřství pro gay páry                                                         | No                                              |
| MSM smějí darovat krev                                                                  | No                                              |